# The Adams Chronicles
The Adams Chronicles è una miniserie televisiva statunitense in 13 puntate trasmesse per la prima volta nel 1976.
È una miniserie del genere drammatico a sfondo storico incentrata sulle vicende della famiglia politica degli Adams raccontate in un arco di circa 150 anni e quattro generazioni.

## Personaggi e interpreti
- George Washington Adams (4 puntate), interpretato da David Elliott.
- Thomas Jefferson (4 puntate), interpretato da Albert Stratton.
- Narratore (4 puntate), voce di Michael Tolan.
- Charles Francis Adams (3 puntate), interpretato da John Beal.
- Henry Adams (3 puntate), interpretato da Peter Brandon.
- James Monroe (3 puntate), interpretato da Henry Butler.
- Abigail Brooks Adams (3 puntate), interpretata da Nancy Coleman.
- Abigail Smith Adams (all'età di 44 e 74 anni), interpretata da (3 puntate), interpretato da Leora Dana.
- Charles Francis Adams (3 puntate), interpretato da Thomas A. Stewart.
- James McHenry (2 puntate), interpretato da Tom Aldredge.
- Mary Cathering Hellen (vecchio), interpretata da (2 puntate), interpretato da Maureen Anderman.
- Fanny Adams (2 puntate), interpretata da Susan Bjurman.
- George Washington Adams (2 puntate), interpretato da Peter Coffield.
- Minnie Adams (2 puntate), interpretata da Patricia Elliott.
- Jay Gould (2 puntate), interpretato da Paul Hecht.
- James Madison (2 puntate), interpretato da Ken Kercheval.
- John C. Calhoun (2 puntate), interpretato da Robert Phalen.
- Charles Adams (2 puntate), interpretato da J.C. Powell.
- John Quincy Adams II (2 puntate), interpretato da Nicholas Pryor.
- Timothy Pickering (2 puntate), interpretato da Reid Shelton.
- Charles Francis Adams II (2 puntate), interpretato da Charles Siebert.
- Alexander Hamilton (2 puntate), interpretato da Jeremiah Sullivan.
- Benjamin Franklin (2 puntate), interpretato da Robert Symonds.
- Thomas Adams (2 puntate), interpretato da Tom Tammi.
- Brooks Adams (2 puntate), interpretato da Charles Tenney.
- John Quincy Adams (2 puntate), interpretato da Mark Winkworth.
- Richard Cranch, interpretato da Michael O'Hare.
- Andrew Jackson, interpretato da Wesley Addy.
- John Quincy Adams (all'età di 36 e 48 anni), interpretato da, interpretato da David Birney.
- Samuel Adams, interpretato da W.B. Brydon.
- John Adams II, interpretato da Allan Carlsen.
- John Quincy Adams (all'età di 50 e 81 anni), interpretato da, interpretato da William Daniels.
- John Hancock, interpretato da Curt Dawson.
- Madame Brillon, interpretata da M'el Dowd.
- John Adams, interpretato da George Grizzard.
- Henry Clay, interpretato da George Hearn.
- Lord Howe, interpretato da Patrick Horgan.
- Nabby, interpretata da Katharine Houghton.
- Fanny, interpretato da K.C. Ligon.
- Abigail 'Nabby' Adams II, interpretata da Lisa Lucas.
- Mrs. Smith, interpretata da Nancy Marchand.

## Produzione
La miniserie fu prodotta da Fred Coe, Paul Bogart, James Cellan Jones, Robert Costello e Virginia Kassel per la WNET Channel 13 New York.

### Registi
Tra i registi sono accreditati:
- Fred Coe
- Bill Glenn
- Anthony Page
- Paul Bogart
- James Cellan Jones
- Barry Davis

### Sceneggiatori
Tra gli sceneggiatori sono accreditati:
- Virginia Kassel in 13 episodi (1976)
- Lionel Chetwynd
- Sam Hall
- Tad Mosel

## Distribuzione
La serie fu trasmessa negli Stati Uniti dal 20 gennaio 1976 al 13 aprile 1976 sulla rete televisiva Public Broadcasting Service.
Alcune delle uscite internazionali sono state:
- nei Paesi Bassi il 4 ottobre 1976 (De kroniek van de familie Adams)
- in Francia il 13 settembre 1979